# Metrane
Metrane  (in arabo مطران‎?) è un centro abitato e comune rurale del Marocco situato nella provincia di Sidi Bennour, regione di Casablanca-Settat. Conta una popolazione di 10 580 abitanti (censimento 2014).